# Балакрос
Балакрос (на старогръцки: Βάλακρος, Balakros; на латински: Balacrus, † 324 г. пр. Хр. в Писидия), син на Никанор, е телохранител на Александър Велики и македонски сатрап на Киликия от 333 г. пр. Хр.
Балакрос е женен за Фила († 287 г. пр. Хр.), най-възрастната дъщеря на македонския пълководец Антипатър († 319 г. пр. Хр.). Двамата имат три сина Антипатър, Тразей и Балакрос. След неговата смърт вдовицата му се омъжва за Кратер от Коринт († 320 г. пр. Хр.) и за цар Деметрий I Полиоркет († 283 г. пр. Хр.).
Балакрос е телохранител (somatophylax) на Александър Велики през началото на неговия поход в Азия. След битката при Иса 333 г. пр. Хр. той става управител на провинция Киликия. През 332 г. пр. Хр. той помага на сатрап Антигон I Монофталм и Калас при подчиняването на останалата Мала Азия. В почти десетгодишното си управление Балакрос въвежда множество фискални действия, което води до бунт през 324 г. пр. Хр. на Писидийците, при който е убит.
Той е последван от Филота. Бунтът е потушен едва през 321 г. пр. Хр. от имперския регент Пердика.